# ある数学者の生涯と弁明
『ある数学者の生涯と弁明』（あるすうがくしゃのしょうがいとべんめい、原題: A Mathematician's Apology）とは1940年にイギリスの数学者、G・H・ハーディによって書かれた随筆である。
ハーディの数学に対する「美意識」と彼の個人的な内容を含んだもので、一般の人々に対して現役の数学者の心の中がどうなっているかの洞察を提供するものだった。

## 概要
本の中でハーディは「弁明」という言葉を「許しを請う」という意味ではなく、「正当化」若しくは「（プラトンの『ソクラテスの弁明』に使われているような）防衛」の意味で使っている。ハーディは後述する二つの主な理由から、自身の人生における数学の業績を「正当化」する必要性があった。
理由の一つとしてハーディが62歳のとき、自身の老化と彼の数学に対する独創力と技術が衰退していることに気づいたことがあった。ハーディはこの随筆の執筆のために時間を捧げることによって、自身の創造的な数学者として時間はすでに終わっていることを認めていた。1967年の版の序文の中でC. P. Snowは『ある数学者の生涯と弁明』の書を、"a passionate lament for creative powers that used to be and that will never come again"（かつてはあったがもう二度と帰って来ない創造的能に対する熱烈な嘆き）と形容している。「解説や批判、（良い意味での）評価といった事柄は二流の人間がすることである・・・実際、専門家としての数学者が自らが数学について執筆するということは憂鬱な経験であるといえる。数学者の役割とは数学のために何かをすることや新しい定理を証明すること、新しい発見を数学に付け加えるということであり、他の数学者がなし得たことを述べるということではない」とハーディーは述べている。ハーディは自分が新しい数学の発展に寄与することはもはやできないと確信していた。彼は次のように書いている。「私が数学について執筆している理由は60歳を過ぎた他の数学者と同様に、自分も新鮮な心のあり方や活力、本業を効率よく続けていく為の忍耐力を持ち合わせていないからである。」よってハーディ自身が信じているように、彼が数学について寄与できる唯一のことは自分の個人的な見解を述べられる数学についての本を執筆することであった。
二つ目の理由として第二次世界大戦が開始され、平和主義を主張するハーディは「応用というよりは、数学は数学そのものの為に追求されるべきである」という主張を正当化したかったことがあった。数学を追求するという行為とは純粋性のためや内部での完全化のためにそこに介在している概念の明確化することであった。ハーディは次の世代の数学者に対して自分の数学に対する哲学を説明する本を書きたかったのである。
この本は応用数学の達成事項に頼ることなしに、純粋数学だけの長所について詳しく説明することによって、内包的な重要性に基づいて数学を正当化した本である。また数学の全体的な重要性を正当化する為に、純粋数学者の未来の世代に対して影響を与えるようなものでもあった。ハーディが無神論者であったように神に対してではなく、自分の仲間に対して正当化したのである。
この本の主要なテーマの一つは数学自身が持っている「美しさ」である。それをハーディは絵画や詩と比較している。彼にとって最も美しい数学というものは、数学以外において何も応用性を持たないものであった。それを彼は「純粋数学」と位置づけ、それは数論という彼にとって特別な分野をさしていた。ハーディは純粋数学自体が役に立たないという点で、それが誤って使われ、害を及ぼすようなことがない、という主張をすることによって純粋数学の追求を正当化している。他方でハーディは応用数学を醜く、些細なものとして誹謗中傷している。応用数学に関するこれらの特徴づけは、数学が応用されることによって醜く些細に応用されているという事実を指しているのではない。最も些細な数学というものは具体的に応用例のある数学のことを指しているのである。これらの特徴づけはハーディによって定義された数学のある分野の根本的概念の独自性、深み、美しさによれば、実際の数学の分野に寄与するであろう。これは「数学は科学の女王であり、数論は数学の女王である。」というカール・フリードリヒ・ガウスの言葉についてのハーディがしているコメントの中でも強調されている部分である。ある人々はガウスにそのような事を言わしめたのは「数論の極端な非応用性」であると言うだろう。しかしながら、ハーディはこれは理由になっていないと指摘している。ハーディは「もしも数論が応用されている例を見出そうとするならば、その為に数論を『数学の女王』としての座から押しのける事は誰もしないであろう。ガウスの意図したものは、数論を構成する基礎的概念は数学の他のどの分野と比較してもより深く、より優雅である」とハーディは言っている。彼の純粋数学に関する信念は本の要約に次のようにまとめられている。「純粋数学とは、すべての理想主義が基礎を成している石のようである。317は素数であるというのは我々がそのように思うからではなく、それが決まった形を成しているからである。数学の現実はそのように形作られているのである」と述べている。
この本のもう一つのテーマは数学とは若者がする遊びで、独自の数学を創造する力が中年になると落ちるので、数学の素養を持つ者は誰しも若いうちに数学の教養を伸ばして使うべきであるということである。この見解はハーディ自身の数学の能力の衰えに対して抱いている苛立ちを表しているといえる。ハーディにとって本当の数学とは、数学を説明するというよりは数学についての創造的な活動をすることなのである。

## 批評
ハーディの意見は第一次世界大戦から第二次世界大戦にかけてのケンブリッジ大学とオックスフォード大学の学究的な文化に多大に影響されているといえる。ハーディの挙げた例の幾つかは振り返ってみると不運のように思われる。例えば「数の理論や相対性理論によって支えられるような戦争への応用例を発見していない。そして今後もそのような例を見つけるような人間はいないのである。」と彼は書いている。しかしその後、相対性理論は核エネルギーを裏付けるものとして核兵器と結びつけて考えられるものとなったし、数論は、一例としては公開鍵暗号などといった現代暗号の暗号理論のベースである計算理論や情報理論と特に密接に結びついている数学分野のひとつである。ハーディが挙げた（素数の無限性の証明や、2の平方根が無理数である性質のような）優雅な数学の有名な例は未だに通用しているといえるが、数学の概念の応用性そのものは、「応用数学は純粋数学に劣る」というハーディの考えの根拠にはなっていないといえる。ハーディにそのような事を言わせたのは応用数学の単純さである。彼は「ロルの定理は微積分学にとっては重要性を持っているが、それはレオンハルト・オイラーやエヴァリスト・ガロア、そして他の純粋数学者によって生み出された優雅で傑出した内容とは比較できないものである。」などと、応用数学の単純さに言及している
ロバート・ハリスは自身の小説『暗号機エニグマへの挑戦』の標語をハーディの本から引用している。この小説は、第二次世界大戦に従事していて、神経性の精神病を患っている数学者の主人公、プロタガニストがブレッチリー・パークで働き、ドイツ軍の暗号を数学を応用して破るという物語である。
また、「数学とは若者がする遊び」という主張に対して、ヴェイユや志村は反対している。